# Pervenstvo Professional'noj Futbol'noj Ligi 2017-2018
La Pervenstvo Professional'noj Futbol'noj Ligi 2017-2018 (in russo: Lega del Campionato professionistico di calcio 2017-2018) è stata la 26ª edizione della PPF Ligi, terza serie del campionato russo di calcio.

## Stagione

### Novità
Il numero di partecipanti salì da 58 a 64. Dalla precedente stagione mancavano le promosse Dinamo San Pietroburgo, Avangard Kursk, Rotor e Olimpiec N.N. (l'altra promossa, il Čita, rinunciò e partecipò nuovamente alla terza serie) e i club che avevano rinunciato a stagione in corso o nella pausa estiva: Dinamo-2 Mosca, Soljaris Mosca, Domodedovo, Volga Tver', Vitjaz' Podol'sk, Arsenal-2 Tula, Orël, Soči 2013 e Dinamo Kirov.
Ad ampliare i ranghi dei partenti ci furono le retrocesse della PFN Ligi, cioè Mordovija, Sokol Saratov, Spartak-Nal'čik e Neftechimik (l'altra retrocessa, il Luč-Ėnergija, fu ripescata); oltre a queste ci furono i club provenienti dai dilettanti, cioè i ripescati Dinamo-2 San Pietroburgo, Lokomotiv-2 Mosca, Luki-Energia, Veles Mosca, Chimik Novomoskovsk, Rotor-2, Zorkij Krasnogorsk, Anži-2, Orenburg-2 e Kryl'ja Sovetov-2 e i promossi Murom, Ural-2 e Viktor Ponedel'nik Rostov.
Furono infine ammessi due club di nuova istituzione: l'Ararat Mosca e l'Anži-Junior Zelenodol'sk.

### Formula
Le 64 squadre erano divise in cinque gironi su base geografica, con un numero variabile di squadre: in particolare nel Girone Est c'erano solo sei squadre al via. In tutti i gironi si giocavano turni di andata e ritorno, con l'eccezione del Girone Est dove erano previsti quattro turni (doppia andata e doppio ritorno); erano assegnati tre punti per la vittoria, uno per il pareggio e zero per la sconfitta
Erano promossi i vincitori di ciascun girone, mentre non erano previste retrocessioni nei dilettanti.

### Avvenimenti
Nel Girone Centro lo Zenit Penza si ritirò durante la sosta invernale, così come l'Anži-Junior Zelenodol'sk nel Girone Urali-Volga: in entrambi i casi, per le restanti gare la vittoria fu attribuita 3-0 a tavolino agli avversari.

## Girone Ovest

### Squadre partecipanti
| Squadra                  | Città           | Stagione precedente                                  |
| ------------------------ | --------------- | ---------------------------------------------------- |
| Čertanovo                | Mosca           | 6º nel Girone Centro di PPF Ligi                     |
| CRFSO Smolensk           | Smolensk        | 9º nel Girone Ovest di PPF Ligi                      |
| Dinamo-2 San Pietroburgo | San Pietroburgo | 2° nel Girone Severo-Zapad dei dilettanti, ripescato |
| Kazanka Mosca            | Mosca           | 11° nel Girone Mosca dei dilettanti, ripescato       |
| Dolgoprudnyj             | Dolgoprudnyj    | 4º nel Girone Ovest di PPF Ligi                      |
| Kolomna                  | Kolomna         | 12º nel Girone Ovest di PPF Ligi                     |
| Luki-Energia             | Velikie Luki    | 3° nel Girone Severo-Zapad dei dilettanti, ripescato |
| Murom                    | Murom           | 1° nel Girone Anello d'Oro dei dilettanti            |
| Pskov-747                | Pskov           | 10º nel Girone Ovest di PPF Ligi                     |
| Spartak Kostroma         | Kostroma        | 5º nel Girone Ovest di PPF Ligi                      |
| Tekstilščik Ivanovo      | Ivanovo         | 3º nel Girone Ovest di PPF Ligi                      |
| Torpedo Vladimir         | Vladimir        | 7º nel Girone Ovest di PPF Ligi                      |
| Veles Mosca              | Mosca           | 2° nel Girone Mosca dei dilettanti, ripescato        |
| Znamja Truda             | Orechovo-Zuevo  | 13º nel Girone Ovest di PPF Ligi                     |

### Classifica finale
|  | Pos. | Squadra                  | Pt | G  | V  | N  | P  | GF | GS | DR  |
|  | ---- | ------------------------ | -- | -- | -- | -- | -- | -- | -- | --- |
|  | 1.   | Čertanovo                | 61 | 26 | 19 | 4  | 3  | 52 | 15 | +37 |
|  | 2.   | Tekstilščik Ivanovo      | 54 | 26 | 16 | 6  | 4  | 49 | 20 | +29 |
|  | 3.   | Kazanka Mosca            | 52 | 26 | 16 | 4  | 6  | 50 | 23 | +27 |
|  | 4.   | Veles Mosca              | 46 | 26 | 14 | 4  | 8  | 46 | 32 | +14 |
|  | 5.   | Spartak Kostroma         | 43 | 26 | 12 | 7  | 7  | 34 | 26 | +8  |
|  | 6.   | Dolgoprudnyj             | 43 | 26 | 11 | 10 | 5  | 49 | 27 | +22 |
|  | 7.   | Pskov-747                | 37 | 26 | 11 | 4  | 11 | 30 | 36 | -6  |
|  | 8.   | Torpedo Vladimir         | 36 | 26 | 10 | 6  | 10 | 38 | 34 | +4  |
|  | 9.   | Murom                    | 32 | 26 | 8  | 8  | 10 | 24 | 28 | -4  |
|  | 10.  | Dinamo-2 San Pietroburgo | 32 | 26 | 8  | 8  | 10 | 29 | 35 | -6  |
|  | 11.  | Luki-Energia             | 28 | 26 | 7  | 7  | 12 | 19 | 23 | -4  |
|  | 12.  | CRFSO Smolensk           | 25 | 26 | 7  | 4  | 15 | 26 | 40 | -14 |
|  | 13.  | Kolomna                  | 16 | 26 | 5  | 1  | 20 | 18 | 59 | -41 |
|  | 14.  | Znamja Truda             | 4  | 26 | 1  | 1  | 24 | 12 | 78 | -66 |

### Verdetti
- Čertanovo promosso in PFN Ligi.

### Risultati
|                          | CER  | TEI  | LKM  | VEM  | SPK  | DOL  | P47  | TOV  | MUR  | D2S  | LUE  | CRS  | KOL  | ZNT  |
| Čertanovo                | ---- | 2-1  | 3-0  | 0-1  | 0-0  | 0-0  | 2-0  | 3-1  | 2-0  | 2-0  | 0-0  | 3-1  | 3-1  | 4-1  |
| Tekstilščik Ivanovo      | 2-0  | ---- | 0-1  | 3-2  | 2-0  | 3-3  | 1-0  | 4-1  | 0-0  | 2-2  | 1-0  | 3-1  | 2-0  | 8-0  |
| Lokomotiv-Kazanka Mosca  | 0-2  | 4-1  | ---- | 1-2  | 0-0  | 2-1  | 2-0  | 2-0  | 5-0  | 2-0  | 3-1  | 2-1  | 1-0  | 2-1  |
| Veles Mosca              | 0-2  | 0-1  | 2-2  | ---- | 1-3  | 0-0  | 4-2  | 2-0  | 2-2  | 1-0  | 2-1  | 2-1  | 4-0  | 3-1  |
| Spartak Kostroma         | 0-3  | 0-1  | 0-2  | 2-1  | ---- | 2-1  | 2-1  | 1-0  | 1-3  | 2-0  | 0-0  | 2-0  | 3-0  | 4-1  |
| Dolgoprudny              | 2-2  | 0-0  | 0-2  | 2-3  | 1-1  | ---- | 4-0  | 0-3  | 3-0  | 1-1  | 4-1  | 0-0  | 4-1  | 4-0  |
| Pskov-747                | 0-5  | 2-1  | 2-1  | 2-0  | 2-2  | 0-4  | ---- | 1-1  | 0-2  | 3-0  | 2-0  | 1-0  | 1-0  | 4-0  |
| Torpedo Vladimir         | 1-4  | 1-1  | 3-2  | 1-0  | 2-2  | 1-2  | 1-0  | ---- | 0-0  | 0-0  | 0-2  | 2-1  | 4-1  | 3-0  |
| Murom                    | 2-0  | 0-2  | 0-0  | 1-2  | 0-0  | 0-2  | 0-2  | 1-1  | ---- | 5-0  | 1-0  | 0-1  | 1-2  | 1-0  |
| Dinamo-2 San Pietroburgo | 0-2  | 0-2  | 3-1  | 2-3  | 1-0  | 2-2  | 1-1  | 2-1  | 2-1  | ---- | 0-0  | 1-1  | 5-0  | 4-0  |
| Luki-Energia             | 1-2  | 0-0  | 0-0  | 0-0  | 2-1  | 0-1  | 1-1  | 1-0  | 0-1  | 0-1  | ---- | 1-2  | 3-0  | 2-0  |
| CRFSO Smolensk           | 1-2  | 1-2  | 0-3  | 2-0  | 0-2  | 0-3  | 1-2  | 1-3  | 1-1  | 1-1  | 0-1  | ---- | 3-1  | 3-1  |
| Kolomna                  | 0-1  | 0-3  | 1-3  | 0-6  | 0-1  | 3-3  | 1-0  | 1-2  | 0-2  | 2-0  | 1-0  | 0-1  | ---- | 3-2  |
| Znamja Truda             | 0-3  | 0-3  | 0-7  | 1-3  | 2-3  | 0-2  | 0-1  | 0-6  | 0-0  | 0-1  | 0-2  | 1-2  | 1-0  | ---- |
| ------------------------ | ---- | ---- | ---- | ---- | ---- | ---- | ---- | ---- | ---- | ---- | ---- | ---- | ---- | ---- |

## Girone Centro

### Squadre partecipanti
| Squadra             | Città        | Stagione precedente                                   |
| ------------------- | ------------ | ----------------------------------------------------- |
| Ararat Mosca        | Mosca        | Club di nuova istituzione                             |
| Chimik Novomoskovsk | Novomoskovsk | 2° nel Girone Terre Nere dei dilettanti, ripescato    |
| Dinamo Brjansk      | Brjansk      | 9º nel Girone Centro di PPF Ligi                      |
| Energomaš           | Belgorod     | 4º nel Girone Centro di PPF Ligi                      |
| Kaluga              | Kaluga       | 10º nel Girone Centro di PPF Ligi                     |
| Metallurg Lipeck    | Lipeck       | 7º nel Girone Centro di PPF Ligi                      |
| Rjazan'             | Rjazan'      | 8º nel Girone Centro di PPF Ligi                      |
| Rotor-2             | Volgograd    | 5° nel Girone Černozem'e dei dilettanti, ripescato    |
| Saturn              | Ramenskoe    | 2º nel Girone Centro di PPF Ligi                      |
| Sokol Saratov       | Saratov      | 18º in PFN Ligi, retrocesso                           |
| Strogino Mosca      | Mosca        | 3º nel Girone Centro di PPF Ligi                      |
| Torpedo Mosca       | Mosca        | 11º nel Girone Ovest di PPF Ligi                      |
| Zenit Penza         | Penza        | 11º nel Girone Centro di PPF Ligi                     |
| Zorkij Krasnogorsk  | Krasnogorsk  | 16° nel Girone A Podmoskov' dei dilettanti, ripescato |

### Classifica finale
|  | Pos. | Squadra             | Pt | G  | V  | N | P  | GF | GS | DR  |
|  | ---- | ------------------- | -- | -- | -- | - | -- | -- | -- | --- |
|  | 1.   | Ararat Mosca        | 63 | 26 | 19 | 6 | 1  | 52 | 17 | +35 |
|  | 2.   | Energomaš           | 55 | 26 | 16 | 7 | 3  | 45 | 20 | +25 |
|  | 3.   | Rjazan'             | 46 | 26 | 14 | 4 | 8  | 37 | 23 | +14 |
|  | 4.   | Zorkij Krasnogorsk  | 43 | 26 | 13 | 4 | 9  | 42 | 26 | +16 |
|  | 5.   | Metallurg Lipeck    | 42 | 26 | 12 | 6 | 8  | 34 | 34 | +0  |
|  | 6.   | Torpedo Mosca       | 42 | 26 | 11 | 9 | 6  | 44 | 22 | +22 |
|  | 7.   | Sokol Saratov       | 39 | 26 | 11 | 6 | 9  | 36 | 38 | -2  |
|  | 8.   | Saturn              | 37 | 26 | 10 | 7 | 9  | 37 | 34 | +3  |
|  | 9.   | Strogino Mosca      | 36 | 26 | 11 | 3 | 12 | 38 | 37 | +1  |
|  | 10.  | Dinamo Brjansk      | 34 | 26 | 10 | 4 | 12 | 33 | 29 | +4  |
|  | 11.  | Chimik Novomoskovsk | 31 | 26 | 9  | 4 | 13 | 31 | 35 | -4  |
|  | 12.  | Kaluga              | 21 | 26 | 5  | 6 | 15 | 20 | 37 | -17 |
|  | 13.  | Rotor-2             | 11 | 26 | 3  | 2 | 21 | 19 | 51 | -32 |
|  | 14.  | Zenit Penza         | 11 | 26 | 3  | 2 | 21 | 12 | 77 | -65 |

### Verdetti
- Ararat Mosca promosso in PFN Ligi[1].

### Risultati
|                     | ARM  | ENE  | RJA  | ZOK  | MEL  | TOM  | SOS  | SAT  | STM  | DIB  | CHN  | KAL  | RO2  | ZEP  |
| Ararat Mosca        | ---- | 1-0  | 1-0  | 0-2  | 3-0  | 3-2  | 4-0  | 2-0  | 5-3  | 1-0  | 3-0  | 2-2  | 2-0  | 4-0  |
| Energomaš           | 1-2  | ---- | 1-0  | 1-1  | 3-3  | 0-0  | 1-0  | 2-1  | 3-1  | 4-0  | 1-0  | 2-0  | 3-0  | 3-2  |
| Rjazan'             | 0-2  | 1-1  | ---- | 3-0  | 1-0  | 0-2  | 2-1  | 3-3  | 0-1  | 1-2  | 2-0  | 3-0  | 4-1  | 3-0  |
| Zorkij Krasnogorsk  | 0-3  | 1-1  | 0-1  | ---- | 2-2  | 2-1  | 5-1  | 0-1  | 4-0  | 2-0  | 3-2  | 2-1  | 4-2  | 4-0  |
| Metallurg Lipeck    | 1-1  | 0-3  | 1-0  | 0-4  | ---- | 2-1  | 0-1  | 2-0  | 1-0  | 2-1  | 1-1  | 2-0  | 2-1  | 3-0  |
| Torpedo Mosca       | 1-1  | 1-2  | 0-0  | 1-0  | 2-1  | ---- | 3-1  | 0-0  | 1-2  | 0-0  | 1-2  | 1-0  | 2-1  | 9-0  |
| Sokol Saratov       | 1-1  | 0-0  | 0-3  | 1-1  | 2-2  | 1-1  | ---- | 0-3  | 3-2  | 1-0  | 1-0  | 2-1  | 2-0  | 2-0  |
| Saturn              | 1-2  | 2-1  | 1-3  | 1-0  | 0-1  | 1-1  | 4-3  | ---- | 0-0  | 2-1  | 4-1  | 0-0  | 1-1  | 3-0  |
| Strogino Mosca      | 1-2  | 2-4  | 1-2  | 1-0  | 0-1  | 2-2  | 0-1  | 2-1  | ---- | 6-2  | 1-0  | 0-0  | 1-0  | 4-0  |
| Dinamo Brjansk      | 0-0  | 1-2  | 4-0  | 2-0  | 2-0  | 0-0  | 2-0  | 1-2  | 0-2  | ---- | 2-0  | 1-1  | 3-0  | 3-0  |
| Chimik Novomoskovsk | 0-0  | 0-0  | 0-1  | 0-1  | 3-1  | 0-5  | 2-2  | 4-0  | 3-0  | 1-0  | ---- | 3-0  | 2-1  | 1-2  |
| Kaluga              | 0-1  | 1-2  | 1-1  | 1-0  | 0-1  | 1-2  | 1-3  | 1-4  | 1-0  | 0-2  | 1-0  | ---- | 1-0  | 0-0  |
| Rotor-2             | 2-3  | 0-1  | 0-1  | 0-1  | 0-2  | 0-2  | 0-4  | 2-2  | 0-4  | 2-1  | 0-1  | 3-1  | ---- | 3-0  |
| Zenit Penza         | 0-3  | 0-3  | 0-2  | 0-3  | 3-3  | 0-3  | 0-3  | 1-0  | 1-2  | 0-3  | 2-5  | 0-5  | 1-0  | ---- |
| ------------------- | ---- | ---- | ---- | ---- | ---- | ---- | ---- | ---- | ---- | ---- | ---- | ---- | ---- | ---- |

## Girone Sud

### Squadre partecipanti
| Squadra                   | Città          | Stagione precedente                         |
| ------------------------- | -------------- | ------------------------------------------- |
| Afips Afipskij            | Afipskij       | 2º nel Girone Sud di PPF Ligi               |
| Angušt Nazran'            | Nazran'        | 13º nel Girone Sud di PPF Ligi              |
| Anži-2                    | Machačkala     | 7° nel Girone Sud dei dilettanti, ripescato |
| Armavir                   | Armavir        | 3º nel Girone Sud di PPF Ligi               |
| Biolog-Novokubansk        | Progress       | 11º nel Girone Sud di PPF Ligi              |
| Čajka Pesčanopskoe        | Pesčanokopskoe | 5º nel Girone Sud di PPF Ligi               |
| Černomorec Novorossijsk   | Novorossijsk   | 4º nel Girone Sud di PPF Ligi               |
| Dinamo Stavropol'         | Stavropol'     | 12º nel Girone Sud di PPF Ligi              |
| Družba Majkop             | Majkop         | 9º nel Girone Sud di PPF Ligi               |
| Krasnodar-2               | Krasnodar      | 6º nel Girone Sud di PPF Ligi               |
| Kuban'-2                  | Krasnodar      | 16º nel Girone Sud di PPF Ligi              |
| Legion Dinamo             | Machačkala     | 15º nel Girone Sud di PPF Ligi              |
| Mašuk-KMV Pjatigorsk      | Pjatigorsk     | 14º nel Girone Sud di PPF Ligi              |
| SKA Rostov                | Rostov sul Don | 8º nel Girone Sud di PPF Ligi               |
| Spartak Vladikavkaz       | Vladikavkaz    | 10º nel Girone Sud di PPF Ligi              |
| Spartak-Nal'čik           | Nal'čik        | 19º in PFN Ligi, retrocesso                 |
| Viktor Ponedel'nik Rostov | Rostov sul Don | 1° nel Girone Sud dei dilettanti            |

### Classifica finale
|  | Pos. | Squadra                   | Pt | G  | V  | N  | P  | GF | GS | DR  |
|  | ---- | ------------------------- | -- | -- | -- | -- | -- | -- | -- | --- |
|  | 1.   | Armavir                   | 79 | 32 | 24 | 7  | 1  | 70 | 16 | +54 |
|  | 2.   | Afips Afipskij            | 78 | 32 | 24 | 6  | 2  | 70 | 15 | +55 |
|  | 3.   | Čajka Pesčanopskoe        | 58 | 32 | 17 | 7  | 8  | 51 | 25 | +26 |
|  | 4.   | Krasnodar-2               | 54 | 32 | 16 | 6  | 10 | 58 | 37 | +21 |
|  | 5.   | Černomorec Novorossijsk   | 51 | 32 | 15 | 6  | 11 | 45 | 27 | +18 |
|  | 6.   | Družba Majkop             | 50 | 32 | 15 | 5  | 12 | 36 | 45 | -9  |
|  | 7.   | SKA Rostov                | 44 | 32 | 12 | 8  | 12 | 40 | 38 | +2  |
|  | 8.   | Spartak-Nal'čik           | 44 | 32 | 11 | 11 | 10 | 36 | 27 | +9  |
|  | 9.   | Legion Dinamo             | 43 | 32 | 11 | 10 | 11 | 32 | 29 | +3  |
|  | 10.  | Viktor Ponedel'nik Rostov | 42 | 32 | 12 | 6  | 14 | 26 | 42 | -16 |
|  | 11.  | Mašuk-KMV Pjatigorsk      | 38 | 32 | 10 | 8  | 14 | 27 | 32 | -5  |
|  | 12.  | Biolog-Novokubansk        | 34 | 32 | 9  | 7  | 16 | 28 | 44 | -16 |
|  | 13.  | Spartak Vladikavkaz       | 32 | 32 | 8  | 8  | 16 | 26 | 41 | -15 |
|  | 14.  | Dinamo Stavropol'         | 31 | 32 | 8  | 7  | 17 | 39 | 69 | -30 |
|  | 15.  | Angušt Nazran'            | 28 | 32 | 7  | 7  | 18 | 29 | 56 | -27 |
|  | 16.  | Kuban'-2                  | 25 | 32 | 7  | 4  | 21 | 25 | 69 | -44 |
|  | 17.  | Anži-2                    | 25 | 32 | 6  | 7  | 19 | 26 | 52 | -26 |

### Verdetti
- Armavir promosso in PFN Ligi.

### Risultati
|                           | ARM  | AFA  | CAJ  | KR2  | CEN  | DRM  | SPN  | SKR  | LDM  | VPR  | MKP  | BIN  | SPV  | DIS  | ANN  | AN2  | KU2  |
| Armavir                   | ---- | 1-0  | 3-1  | 3-0  | 2-0  | 3-0  | 2-0  | 3-0  | 1-1  | 2-0  | 2-0  | 2-0  | 4-0  | 5-0  | 1-0  | 3-1  | 4-0  |
| Afips Afipskij            | 1-1  | ---- | 3-0  | 2-1  | 2-0  | 2-0  | 3-1  | 4-0  | 3-1  | 1-1  | 1-0  | 1-0  | 4-1  | 3-1  | 5-0  | 6-1  | 8-1  |
| Čajka                     | 1-1  | 1-1  | ---- | 0-2  | 2-0  | 2-3  | 1-1  | 3-1  | 2-1  | 2-0  | 1-0  | 0-1  | 1-0  | 5-0  | 3-1  | 5-0  | 3-0  |
| Krasnodar-2               | 0-3  | 1-0  | 0-1  | ---- | 1-1  | 3-1  | 4-2  | 3-2  | 0-0  | 6-0  | 3-1  | 3-0  | 1-0  | 3-1  | 2-2  | 3-1  | 4-0  |
| Čern. Novorossijsk        | 1-2  | 1-3  | 1-0  | 2-1  | ---- | 5-0  | 0-0  | 2-0  | 2-0  | 0-0  | 2-1  | 5-0  | 1-0  | 5-0  | 0-3  | 0-1  | 3-0  |
| Družba Majkop             | 1-2  | 0-2  | 0-1  | 3-1  | 2-1  | ---- | 0-0  | 0-3  | 1-0  | 1-0  | 1-0  | 1-0  | 5-1  | 3-3  | 3-1  | 1-1  | 1-0  |
| Spartak-Nal'čik           | 0-2  | 1-1  | 0-0  | 2-1  | 2-1  | 0-0  | ---- | 3-0  | 1-0  | 3-0  | 0-0  | 1-1  | 0-1  | 4-1  | 3-1  | 3-0  | 0-1  |
| SKA Rostov                | 1-1  | 0-1  | 0-1  | 0-0  | 0-1  | 0-1  | 1-0  | ---- | 0-3  | 1-0  | 0-0  | 1-1  | 1-0  | 4-1  | 3-0  | 3-0  | 4-1  |
| Legion-Dynamo Machačkala  | 0-1  | 0-1  | 1-0  | 1-3  | 1-1  | 0-1  | 1-1  | 0-0  | ---- | 1-0  | 1-0  | 2-2  | 3-3  | 2-2  | 2-0  | 3-0  | 1-0  |
| Viktor Ponedel'nik Rostov | 0-4  | 0-2  | 1-1  | 1-4  | 1-0  | 2-2  | 1-0  | 1-2  | 0-2  | ---- | 2-1  | 2-1  | 2-0  | 0-2  | 3-0  | 0-2  | 1-0  |
| Mašuk-KMV Pjatigorsk      | 0-1  | 0-0  | 2-2  | 0-0  | 0-2  | 2-0  | 1-0  | 2-1  | 2-1  | 0-0  | ---- | 0-1  | 2-2  | 4-2  | 0-3  | 2-0  | 2-1  |
| Biolog-Novokubansk        | 1-1  | 0-3  | 0-2  | 0-2  | 0-2  | 4-0  | 1-1  | 0-0  | 0-1  | 0-1  | 0-2  | ---- | 1-2  | 3-2  | 2-1  | 3-2  | 2-0  |
| Spartak Vladikavkaz       | 1-1  | 0-1  | 0-2  | 2-0  | 1-1  | 1-0  | 0-1  | 1-2  | 0-1  | 0-1  | 0-0  | 0-1  | ---- | 3-0  | 1-1  | 1-0  | 0-0  |
| Dinamo Stavropol'         | 0-2  | 1-1  | 0-2  | 5-1  | 0-3  | 2-3  | 0-3  | 3-3  | 0-0  | 1-3  | 1-0  | 1-0  | 1-1  | ---- | 1-1  | 1-0  | 1-0  |
| Angušt Nazran'            | 3-3  | 0-2  | 1-0  | 1-0  | 0-1  | 0-1  | 0-0  | 1-2  | 2-1  | 0-1  | 1-0  | 1-1  | 0-2  | 0-3  | ---- | 2-2  | 2-1  |
| Anži-2                    | 2-1  | 0-1  | 1-1  | 0-0  | 1-1  | 0-1  | 1-0  | 0-0  | 0-1  | 0-1  | 0-1  | 0-1  | 0-2  | 1-3  | 4-0  | ---- | 5-2  |
| Kuban-2                   | 1-3  | 0-2  | 0-5  | 0-5  | 1-0  | 3-0  | 1-3  | 1-5  | 0-0  | 1-1  | 1-2  | 2-1  | 3-0  | 1-0  | 3-1  | 0-0  | ---- |
| ------------------------- | ---- | ---- | ---- | ---- | ---- | ---- | ---- | ---- | ---- | ---- | ---- | ---- | ---- | ---- | ---- | ---- | ---- |

## Girone Urali-Volga

### Squadre partecipanti
| Squadra                  | Città            | Stagione precedente                                      |
| ------------------------ | ---------------- | -------------------------------------------------------- |
| Anži-Junior Zelenodol'sk | Zelenodol'sk     | Club di nuova istituzione                                |
| Čeljabinsk               | Čeljabinsk       | 3º nel Girone Urali-Volga di PPF Ligi                    |
| KAMAZ                    | Naberežnye Čelny | 7º nel Girone Urali-Volga di PPF Ligi                    |
| Kryl'ja Sovetov-2        | Samara           | 9° nel Girone Privolž'e dei dilettanti, ripescato        |
| Lada-Togliatti           | Togliatti        | 8º nel Girone Urali-Volga di PPF Ligi                    |
| Mordovija                | Saransk          | 18º in PFN Ligi, retrocesso                              |
| Neftechimik              | Nižnekamsk       | 20º in PFN Ligi, retrocesso                              |
| Nosta Novotroick         | Novotroick       | 5º nel Girone Urali-Volga di PPF Ligi                    |
| Orenburg-2               | Orenburg         | 5° nel Girone Privolž'e dei dilettanti, ripescato        |
| Syzran'-2003             | Syzran'          | 4º nel Girone Urali-Volga di PPF Ligi                    |
| Ural-2                   | Ekaterinburg     | 1° nel Girone Urali e Siberia Occidentale dei dilettanti |
| Volga Ul'janovsk         | Ul'janovsk       | 6º nel Girone Urali-Volga di PPF Ligi                    |
| Zenit Iževsk             | Iževsk           | 2º nel Girone Urali-Volga di PPF Ligi                    |

### Classifica finale
|  | Pos. | Squadra                  | Pt | G  | V  | N | P  | GF | GS | DR  |
|  | ---- | ------------------------ | -- | -- | -- | - | -- | -- | -- | --- |
|  | 1.   | Mordovija                | 56 | 24 | 17 | 5 | 2  | 38 | 8  | +30 |
|  | 2.   | Čeljabinsk               | 49 | 24 | 14 | 7 | 3  | 41 | 19 | +22 |
|  | 3.   | Syzran'-2003             | 46 | 24 | 14 | 4 | 6  | 35 | 22 | +13 |
|  | 4.   | KAMAZ                    | 45 | 24 | 13 | 6 | 5  | 37 | 19 | +18 |
|  | 5.   | Zenit Iževsk             | 42 | 24 | 13 | 3 | 8  | 28 | 17 | +11 |
|  | 6.   | Neftechimik              | 42 | 24 | 12 | 6 | 6  | 42 | 21 | +21 |
|  | 7.   | Volga Ul'janovsk         | 41 | 24 | 12 | 5 | 7  | 33 | 17 | +16 |
|  | 8.   | Nosta Novotroick         | 36 | 24 | 10 | 6 | 8  | 40 | 30 | +10 |
|  | 9.   | Lada-Togliatti           | 25 | 24 | 8  | 1 | 15 | 25 | 51 | -26 |
|  | 10.  | Ural-2                   | 17 | 24 | 5  | 2 | 17 | 19 | 33 | -14 |
|  | 11.  | Anži-Junior Zelenodol'sk | 16 | 24 | 4  | 4 | 16 | 18 | 41 | -23 |
|  | 12.  | Orenburg-2               | 13 | 24 | 2  | 7 | 15 | 15 | 45 | -30 |
|  | 13.  | Kryl'ja Sovetov-2        | 11 | 24 | 3  | 2 | 19 | 15 | 63 | -48 |

### Verdetti
- Mordovija promosso in PFN Ligi.

### Risultati
|                          | MOR  | CEL  | S03  | KAM  | ZEI  | NEF  | VOU  | NON  | LAT  | UR2  | AJZ  | OR2  | KS2  |
| Mordovija                | ---- | 3-0  | 1-0  | 0-1  | 0-0  | 0-0  | 2-0  | 2-0  | 2-1  | 2-0  | 2-0  | 3-0  | 1-0  |
| Čeljabinsk               | 1-1  | ---- | 1-0  | 1-0  | 0-0  | 2-0  | 2-1  | 1-3  | 5-1  | 2-0  | 2-1  | 3-0  | 1-1  |
| Syzran'-2003             | 0-1  | 0-0  | ---- | 2-1  | 2-0  | 0-3  | 2-1  | 1-0  | 4-2  | 2-0  | 2-1  | 1-0  | 3-0  |
| KAMAZ                    | 0-1  | 1-2  | 2-0  | ---- | 2-0  | 2-0  | 0-0  | 1-0  | 3-1  | 2-1  | 1-1  | 2-1  | 4-1  |
| Zenit Iževsk             | 0-2  | 1-0  | 3-1  | 1-0  | ---- | 0-0  | 0-1  | 1-2  | 4-1  | 0-1  | 3-0  | 2-0  | 0-1  |
| Neftechimik              | 1-1  | 2-2  | 2-2  | 2-3  | 0-1  | ---- | 0-0  | 0-1  | 4-0  | 2-0  | 2-0  | 4-0  | 4-0  |
| Volga Ul'janovsk         | 0-1  | 0-0  | 0-0  | 0-1  | 3-0  | 0-2  | ---- | 3-2  | 0-1  | 1-0  | 1-0  | 6-2  | 5-0  |
| Nosta Novotroick         | 3-2  | 0-2  | 3-3  | 1-1  | 0-1  | 2-0  | 1-1  | ---- | 3-0  | 1-0  | 1-3  | 1-1  | 5-0  |
| Lada-Togliatti           | 0-4  | 0-4  | 0-2  | 0-3  | 0-2  | 0-2  | 1-2  | 2-1  | ---- | 1-0  | 3-0  | 0-0  | 5-1  |
| Ural-2                   | 0-1  | 1-3  | 0-2  | 1-1  | 1-2  | 2-3  | 0-1  | 1-1  | 2-3  | ---- | 3-0  | 1-0  | 3-0  |
| Anži-Junior Zelenodol'sk | 0-3  | 0-3  | 1-3  | 0-0  | 0-1  | 0-3  | 0-3  | 0-3  | 3-0  | 0-1  | ---- | 0-0  | 5-0  |
| Orenburg-2               | 1-1  | 2-2  | 0-2  | 2-2  | 0-4  | 1-3  | 0-1  | 2-2  | 0-1  | 1-0  | 0-2  | ---- | 2-0  |
| Krylia Sovetov-2         | 0-2  | 1-2  | 0-1  | 1-4  | 0-2  | 2-3  | 0-3  | 2-4  | 0-2  | 2-1  | 1-1  | 2-0  | ---- |
| ------------------------ | ---- | ---- | ---- | ---- | ---- | ---- | ---- | ---- | ---- | ---- | ---- | ---- | ---- |

## Girone Est

### Squadre partecipanti
| Squadra        | Città                | Stagione precedente                                     |
| -------------- | -------------------- | ------------------------------------------------------- |
| Čita           | Čita                 | 1º nel Girone Est di PPF Ligi, rinunciò alla promozione |
| Dinamo Barnaul | Barnaul              | 2º nel Girone Est di PPF Ligi                           |
| Irtyš Omsk     | Omsk                 | 6º nel Girone Est di PPF Ligi                           |
| Sachalin       | Južno-Sachalinsk     | 3º nel Girone Est di PPF Ligi                           |
| Smena K.N.A.   | Komsomol'sk-na-Amure | 4º nel Girone Est di PPF Ligi                           |
| Zenit Irkutsk  | Irkutsk              | 5º nel Girone Est di PPF Ligi                           |

### Classifica finale
|  | Pos. | Squadra        | Pt | G  | V  | N | P  | GF | GS | DR  |
|  | ---- | -------------- | -- | -- | -- | - | -- | -- | -- | --- |
|  | 1.   | Sachalin       | 42 | 20 | 14 | 0 | 6  | 37 | 17 | +20 |
|  | 2.   | Smena K.N.A.   | 33 | 20 | 10 | 3 | 7  | 24 | 20 | +4  |
|  | 3.   | Dinamo Barnaul | 29 | 20 | 7  | 8 | 5  | 18 | 18 | +0  |
|  | 4.   | Čita           | 27 | 20 | 6  | 9 | 5  | 20 | 16 | +4  |
|  | 5.   | Zenit Irkutsk  | 22 | 20 | 6  | 4 | 10 | 22 | 34 | -12 |
|  | 6.   | Irtyš Omsk     | 13 | 20 | 3  | 4 | 13 | 15 | 31 | -16 |

### Risultati
|                | SAC     | SKA     | DIB     | CIT     | ZEI     | IRO     |
| Sachalin       | ----    | 3-0 2-1 | 0-1 5-1 | 2-0 1-2 | 2-1 3-1 | 3-1 5-1 |
| Smena K.N.A.   | 1-0     | ----    | 3-1 2-1 | 1-1 0-2 | 0-2 4-1 | 2-0 3-1 |
| Dinamo Barnaul | 1-0 0-1 | 0-0 1-0 | ----    | 0-1 1-1 | 3-0 2-2 | 1-0 2-1 |
| Čita           | 0-1     | 2-0 0-0 | 1-1 0-0 | ----    | 0-1 2-1 | 2-2 1-1 |
| Zenit Irkutsk  | 4-1 0-3 | 2-1 1-3 | 0-0 1-1 | 1-4 0-0 | ----    | 1-0 2-3 |
| Irtyš Omsk     | 1-2 0-2 | 0-1     | 0-0 0-1 | 0-0 2-1 | 2-0 0-1 | ----    |
| -------------- | ------- | ------- | ------- | ------- | ------- | ------- |

### Verdetti
- Sachalin promosso in PFN Ligi[2]